# Claude Miller
Claude Miller (Paris, 20 de fevereiro de 1942 — Paris, 4 de abril de 2012) foi um escritor, ator, produtor e diretor de cinema francês.

## Filmografia

### Como diretor
- Un secret (2007)
- A Pequena Lili (2003)
- Betty Fisher e Outras Histórias (2001)
- La chambre des magiciennes (2000) (TV)
- La classe de neige (1998)
- Lumière et compagnie (1995)
- Les enfants de Lumière (1995)
- Le sourire (1994)
- A Acompanhante (1992)
- A Pequena Ladra (1988)
- L'effrontée (1985)
- Mortelle randonnée (1983)
- Cidadão sob Custódia (1981)
- Dites-lui que je l'aime (1977)
- A Melhor Forma de Andar (1976)
- Camille ou La comédie catastrophique (1971)
- La Question ordinaire (1969)

### Como ator
- Un ami parfait (2006) .... Le professeur André Barth
- La vie de Michel Muller est plus belle que la vôtre (2005) .... Claude Miller
- Plein sud (1981) (não creditado)
- Félicité (1979)
- La tortue sur le dos (1978) .... Pierre
- L'ordinateur des pompes funèbres (1976)
- O Garoto Selvagem (1970) .... Monsieur Lemeri
- 2 ou 3 choses que je sais d'elle (1967) .... Bouvard

## Principais prêmios e indicações
Festival de Berlim - 2000
- Vencedor prêmio FIPRESCI por La chambre des magiciennes (competição)
- Indicado ao Urso de Ouro (melhor filme: La chambre des magiciennes)

Festival de Cannes - 2003
- Indicado à Palma de Ouro por A pequena Lili.

Festival de Cannes - 1998
- Vencedor do prêmio especial do júri por La classe de neige
- Indicado à Palma de Ouro por La classe de neige

Prêmio César - 2004
- Indicado: A pequena Lili (melhor diretor)

Prêmio César - 1989
- Indicado: A pequena ladra (melhor diretor, melhor roteiro)

Prêmio César - 1986
- Indicado: L'effrontée (melhor filme, melhor diretor, melhor roteiro)

Prêmio César - 1982
- Vencedor: Cidadão sob Custódia (melhor roteiro)
- Indicado: Cidadão sob Custódia (melhor diretor, melhor filme)